# Rødvig
Rødvig ist ein Ort auf der dänischen Insel Seeland. Er gehört zur Gemeinde Stevns in der Region Sjælland und hat 1898 Einwohner (Stand 1. Januar 2023).

## Verkehr
- Eisenbahn: Rødvig ist der Endpunkt einer Eisenbahnnebenlinie, die in Hårlev von der Strecke Køge–Faxe Ladeplads abzweigt.
- Straße: Rødvig ist der Endpunkt der Sekundærrute 261, die nordwärts Richtung Køge führt.

## Sehenswürdigkeiten
- Schiffsmotorenmuseum (Rødvig Skibsmotormuseum)

## Entwicklung der Einwohnerzahl
| Jahr             | Einwohner |
| ---------------- | --------- |
| 9. November 1970 | 1115      |
| 1. Januar 1976   | 1266      |
| 1. Januar 1981   | 1177      |
| 1. Januar 1986   | 1302      |
| 1. Januar 1990   | 1340      |
| 1. Januar 1996   | 1402      |
| 1. Januar 2000   | 1372      |
| 1. Januar 2004   | 1411      |
| 1. Januar 2008   | 1599      |
| 1. Januar 2009   | 1615      |
| 1. Januar 2010   | 1621      |
| 1. Januar 2014   | 1686      |
| 1. Januar 2016   | 1741      |
| 1. Januar 2018   | 1818      |
| 1. Januar 2023   | 1898      |

## Verwaltungszugehörigkeit
- 1958 bis 31. März 1962: Landgemeinde Rødvig, Præstø Amt
- 1. April 1962 bis 31. März 1970: Landgemeinde Boestofte, Præstø Amt
- 1. April 1970 bis 31. Dezember 2006: Stevns Kommune, Storstrøms Amt
- seit 1. Januar 2007: Stevns Kommune, Region Sjælland

Rødvig liegt zum größten Teil auf dem Gebiet der Kirchspielsgemeinde (dän.: Sogn) Havnelev Sogn, der andere Teil auf dem Gebiet des Lille Heddinge Sogn.